# 令狐景
令狐景（?—?），曹魏清商令，清商令掌管后宫门户及宫女等。
司马师说魏帝曹芳天天和艺人郭怀、袁信等，在建始芙蓉殿前裸袒游戏，使他们与保林、女尚等做猥亵之事，亲自率领后宫瞻观。又在广望观上，派郭怀、袁信等在观下作辽东妖妇，嬉亵过度，道路行人掩目，曹芳在观上饮宴大笑。在陵云台曲中架设帷幕，见九亲妇女，曹芳亲临宣曲观，叫来郭怀、袁信，让他们入帷幕一起饮酒。郭怀、袁信等饮酒，妇女都喝醉了，戏侮无别。皇帝派保林李华、刘勋等与郭怀、袁信等嬉闹，清商令令狐景呵斥李华、刘勋：‘你们是皇上左右之人，各有官职，为什么这样？’李华、刘勋多次诋毁令狐景。曹芳喜欢以弹弓弹人，弹打令狐景不避他的头眼。令狐景对曹芳说：‘先帝持门户急，今陛下日将妃后游戏无度，至乃共观倡优，裸袒为乱，不可令皇太后闻。景不爱死，为陛下计耳。’曹芳说：‘我作天子，不得自在邪？太后何与我事！’派人烧铁灼烧令狐景，身体被绍烂。甄皇后死后，曹芳欲立王贵人为皇后。郭太后立张氏，曹芳生气着对令狐景等说：‘魏家前后立皇后，皆从所爱耳，太后必违我意，知我当往不也？’清商丞庞熙劝谏曹芳，曹芳还是以弹弓打他。令狐景、庞熙等畏惧，不敢再劝，一起谄媚。